# Hajnal Mihály
Hajnal Mihály (Anarcs, 1935. augusztus 2. – 2022) grafikusművész, festőművész.

## Életrajz
Az 1950-es években kassai képzőművészek (Feld Lajos, Július Nemčik, Löffler Béla, Július Bukovinský) esti rajziskolájában és műhelyében tanult, majd az 1960-as években Budapesten Barcsay Jenő magántanítványa volt. 1990-ig Kassán élt, a Kelet-szlovákiai Galéria munkatársaként, valamint a Kassai Thália Színház díszlet- és jelmeztervezőjeként dolgozott. 1990-től Prágában él és dolgozik. 1990-től a Csehországi Magyar Képzőművészek Társasága, majd a Szlovákiai Magyar Képzőművészek Társasága tagja, 1992-től tagja a prágai Képzőművészek Egyesületének és a Cseh Képzőművészek Szindikátusának, valamint a Salvador Dalí Társaságnak és a Cseh Grafikusok František Kupka Csoportjának. Főleg grafikával és festészettel foglalkozik, kedvelt témái a régi városok és utcarészletek. Több képzőművészeti plakátot és katalógust tervezett a kassai Kelet-Szlovákiai Galéria részére. Gyermekillusztrációval is foglalkozott, a szlovákiai magyar gyermekújság, a Tücsök részére alkotott, oktatógrafikákat is készített a szlovákiai Vöröskereszt részére.

## Salvador Dali–díj
Számos egyéni és csoportos kiállításon mutatta meg műveit 1967-től napjainkig a világ nagyvárosaiban. Művei megtalálhatók gyűjteményekben és galériákban, többek között a Magyar Nemzeti Galériában, Drezdában, Jeruzsálemben, a Miskolci Galériában, valamint Prágában, az Egyesült Arab Emirátusokban, Szöulban és Kanadában. Munkásságát számos díjjal és ösztöndíjjal jutalmazták, melyek közül kiemelkedő jelentőségű a 2000-ben átvett Salvador Dali-díj és a 2005-ben kapott Pro Cultura Hungariae.

## A Kisvárdai tárlat
A Kisvárdai tárlat anyagát az alkotó Kassai időszakát képviselő díszlet és jelmeztervek, valamint a technikáját tekintve acryl és pasztell mű alkották. Ez utóbbiak már a kiforrott, művészileg letisztult, munkásságot összegző egyéni stílusnak és látásmódnak a hordozói. Bemutatkoztak ezen a kiállításon a színdarabok és annak hősei, Otello, és Casanova, a Szentiván éji álom, a Koldusopera és a Mester és Margarita.
"– A színek, a formák, a vonalak szabadok, lendületesen kezeltek, érezzük az alkotás örömét, az inspiráció folyamatos meglétét. Hajnal Mihály képei mozgó, dinamikus felületű, vibráló, lendületes alkotások, a színek, a fények különös játékai. Ennek a kiállításnak az a küldetése, hogy a művész által képpé álmodott világ találkozzon a szemlélőben létező ízlésvilággal, az egyén szimbólum és fogalomrendszerével, mert minden alkotás így, csakis így kelhet életre, így kezdődhet el személyes története" – mondta a kiállítás megnyitójának befejezéseként Balogh Zsuzsanna művészettörténész.
A kiállítás megnyitóján közreműködött a Weiner Leó Alapfokú Zene és Művészeti Iskola. A megnyitó megható pillanata volt, amikor az ebben az évben 76 éves művészt szülőfalujának képviselői köszöntötték.

## Díjak
- 1999 Masarykova Akadémia díja, Prága
- 1999 Franz Kafka-érem, Prága
- 1999 Price of art critic, Prága
- 2000 Salvador Dalí-díj, Prága
- 2000 Kupka-díj, Prága
- 2000 Price of art critic, Prága
- 2005 Pro Cultura Hungary

## Egyéni kiállításai
| - 1967 Kassa, Kulturális Központ - 1967 Kassa, Művészek Háza - 1968 Poprád, Tatranská Galéria - 1975 Znojmo, Művészek Háza - 1979 Kassa, Szakszervezetek Háza - 1979 Pozsony, Bulharské kultúrne stredisko - 1980 Kassa, VSŽ - 1981 Prága, Szovjet Kulturális Központ - 1981 Prága, Magyar Kulturális Intézet - 1982 Losonc, Novohradsá Galéria - 1983 Poprád, Kulturális Központ - 1985 Esztergom, Petőfi Sándor Művelődési Központ - 1985 Zirc, Zirci Galéria - 1987 Tatabánya, Kernstok Terem - 1990 Zirc, Zirci Galéria - 1993 Prága, Fanz Kafka Centrum - 1995 Arany Prága, Miskolc, Mini Galéria - 1995 Sárospatak, A Művelődés Háza - 1996 Terezin, Múzeum – Kis Erőd - 1997 Vlašim, Vármúzeum 1998 Prága, Magyar Kulturális Intézet - 1999 Reminiscencie, Kassa, Kelet-szlovákiai Galéria - 1999 Zirc, Zirci Galéria - 1999 Mauthausen, Koncentrációs Tábor Múzeum - 1999 Kassa, Kelet-szlovákiai Galéria | - 1999 Prága, Galéria Slovenského Inštitútu - 2000 Prága, Prvni městská banka - 2000 Zirc, Zirci Galéria - 2000 Prága, Kolowratský palác - 2001 Budapest, Cseh Centrum - 2001 Bécs, Cseh Centrum - 2001 Prága, Casoni Palais Savarin - 2001 Prága, Galerie Nová Síň - 2002 Pozsony, Cseh Centrum - 2002 Plzeň, Galerie Jiřiho Trnky - 2002 Prága, MM optik - 2002 Selmecbánya, Városi Galéria - 2003 Budapest, Vigadó Galéria - 2005 Sopron, Körmendi Galéria - 2005 München, Cseh Centrum - 2004 Sopron, Körmendi Galéria - 2005 Budapest, Körmendi Galéria - 2007 Budapest, Közép-európai Kulturális Intézet - 2008 Nyíregyháza, Pál Gyula-terem (Városi múzeum) - 2009 Miskolcz Galéria 2009 Pozsony, Galeria Excellent - 2009 Kiev, négy kiállítás (Cseh nagykövetség, magángalériák, Solem Alechem kiállítóterem) - 2010 Kassa, Kelet-szlovákiai Galéria, és az Állami Technikai Múzeum - 2009 Brünn, Művelődési Központ (két kiállítás) - 2011 Kisvárda, Művelődési Ház |

## Csoportos kiállításai
- 1967 Kassa, Kulturális Központ, Grafika 1968 Kassa, Kulturális Központ, Grafika
- 1990 Kassa, Kelet-szlovákiai Galéria, Salón
- 1990 1991 Kassa, Kelet-szlovákiai Galéria, Salón
- 1991 1992 Losonc, Kulturális Központ, Grafika
- 1998 Prága, Kongresszusi Központ, Képzőművészek Egyesülete 100 évfordulója
- 1999 Prága, Galéria M, Monotípiák
- 1999 Sharjah (Egyesült Arab Emirátusok), Biennálé – Miniaturok
- 2000 Cheju City (Dél-Korea), I. Nemzetközi Művészi Nyomat Fesztivál
- 2000 Prága, IV. Praha Graphic 2000 Prága, Nagyvásárcsarnok, Moderna
- 2000 Franciavilla al Mare, I. Nemzetközi Grafikai Biennálé
- 2000 Gornij Milanovac (Jugoszlávia), Kulturni Centar, VI. Nemzetközi Művészeti Biennálé
- 2000 Esztergom, Vármúzeum, VI. Országos Pasztell Biennálé 2001 Hradec Králové, Galerie moderního uměni, Tér
- 2002 Esztergom, Vármúzeum, V. Országos Pasztell Biennálé
- 2002 Abu Dabi (Egyesült Arab Emirátusok), Biennálé – Miniaturok
- 2002 Plzeň, Galerie města Plzeň, 3. Közép-európai Rajz Biennálé
- 2003 Terezin, Múzeum – Kis Erőd, Emlékek
- 2004 Plzeň, Galerie města Plzeň, 4. Közép-európai Rajz Biennálé
- 2004 Salgótarján, Nógrádi Múzeum, 12. Országos Rajzbiennálé
- 2004 Budapest, Újpesti Galéria, Kisgrafika
- 2006 Kassa, Vychodoslovenska Galéria (Körmendi-Csák Gyűjtemény kiállítása)
- 2006 Pilsen, Zapadoceska Galéria (Körmendi-Csák Gyűjtemény kiállítása)
- 2009 Kassa, Artshow
- 2010 Prága, Magyar Kulturális Központ (közreműködő: a Concordia társulat)

Művei gyűjteményekben Budapest, Körmendi-Csák Gyűjtemény Drezda (Németország), Staatliche Kunstsammlungen Jeruzsálem (Izrael), Yad Vashem Múzeum Miskolc, Miskolci Galéria Prága, Franz Kafka Alapítvány Sharjah (Egyesült Arab Emirátusok), Királyi Múzeum Szöul (Dél-Korea), Koidang Városi Múzeum Terezin, Múzeum Vancouver (Kanada), The Biblical Museum of Canada